# Императорски фински сенат
Императорски фински сенат (рус. Императорский финляндский сенат) је био највиши извршни и судски орган Велике кнежевине Финске.
До 1863. године Фински сејм се никако није састајао, тако да сваки законски предлог који би подносио Сенат постајао је закон након потврде императора.

## Организација
Предсједник Сената је био генерал-губернатор Финске кога је именовао император сверуски. Чланова Сената је било девет. Сенат се дијелио на два департмана: Привредни и Судски.
Привредни департман се састојао из девет експедиција (својеврсних министарстава). Начелнике експедиција је именовао император из реда чланова Привредног департмана.
- Експедиција правде
- Грађанска експедиција (унутрашњи послови)
- Експедиција финансија
- Коморничка експедиција (државна имања)
- Милицијска експедиција (војска)
- Духовна експедиција (вјера и народна просвјета)
- Експедиција пољопривреде
- Експедиција саобраћаја
- Експедиција трговине и индустрије

Судски департман је био највиша судска инстанца и надгледао је рад правосуђа.